# Шаховска отварања
Шаховско отварање је почетна фаза шаховске партије. Она обухвата првих 10 до 15 потеза партије у којима се фигуре стратешки уводе у игру (развијају). После отварања, у партији следи средишњица. Зависно од тога које се фигуре прве померају, шаховска отварања се деле на отворене, полуотворене и затворене игре. 

## Општа стратегија шаховских отварања
Циљ отварања за оба играча је да развију шаховске фигуре, заузму централна поља и заштите краља. Бели играч има предност првог потеза. и он ће покушати да тиме стекне предност у отварању. 
За играче који не владају теоријом шаховских отварања, корисно је да, као оријентацију, примене следећа „златна правила”:
1. Запосести центар табле својим пешацима
2. Развити лаке фигуре, прво скакаче, а онда ловце
3. Рано се побринути за сигурно место за краља, што се постиже рокадом
4. Сваком фигуром у отварању треба играти, у правилу, само једном
5. Развити фигуре тако да су максимално ефикасне у контролисању шаховских поља (рецимо: Sb1–c3 је повољније од Sb1–a3)
6. Дама и топови улазе у игру обично после лаких фигура и рокаде
7. Пешаке треба опрезно померати, јер они не могу да се крећу уназад

Ова правила нису апсолутна и постоје бројни изузетци.

## Примери познатих шаховских отварања
| Категорија        | Име                     | Први потез (најчешћи наставак) |
| ----------------- | ----------------------- | ------------------------------ |
| отворене игре     | италијанска             | 1.                             |
| отворене игре     | шпанска                 | 1.                             |
| отворене игре     | шкотска                 | 1.                             |
| отворене игре     | Филидорова одбрана      | 1.                             |
| отворене игре     | ловчево отварање        | 1.                             |
| отворене игре     | краљев гамбит           | 1.                             |
| полуотворене игре | француска одбрана       | 1.                             |
| полуотворене игре | Каро-Кан                | 1.                             |
| полуотворене игре | сицилијанска одбрана    | 1.                             |
| полуотворене игре | Пирчева одбрана         | 1.                             |
| полуотворене игре | модерна одбрана         | 1.                             |
| полуотворене игре | Аљехинова одбрана       | 1.                             |
| полуотворене игре | скандинавска одбрана    | 1.                             |
| затворене игре    | одбијени дамин гамбит   | 1.                             |
| затворене игре    | прихваћени дамин гамбит | 1.                             |
| затворене игре    | индијска одбрана        | 1.                             |
| затворене игре    | холандска одбрана       | 1.                             |
| затворене игре    | енглеска одбрана        | 1. или                         |
| затворене игре    | Ретијево отварање       | 1.                             |
| необична отварања | пољско (орангутан)      | 1.                             |
| необична отварања | Ларсеново отварање      | 1.                             |
| необична отварања | Бирдово отварање        | 1.                             |

## Најчешћа шаховска отварања у пракси
Бели играч најчешће игра 1. е2–e4. До 20, века овај поез је сматран најлогичнијим отварањем. Совјетски велемајстор Раузер, један од најбољих играча 1930их, формулисао је изреку: „1. e4 и бели добија“. Боби Фишер је једном изјавио: „Не знам шта би ми Бог одговорио на 1. e4“. Пошто потез e2–e4 најбоље истиче основну идеју отварања, он се препоручује ученицима шаха.
| потез                | 1800–1900     | 1901–1935     | 1935–1998     |
| отворене игре        | отворене игре | отворене игре | отворене игре |
| -------------------- | ------------- | ------------- | ------------- |
| 1. e2–e4 e7–e5       | 64 %          | 31 %          | 15 %          |
| полуотворене игре    |               |               |               |
| 1. e2–e4 (без e7–e5) | 23 %          | 20 %          | 35 %          |
| 1.                   | 10 %          | 28 %          | 15 %          |
| затворене игре       |               |               |               |
| 1. (без )            | 3 %           | 16 %          | 23 %          |
| остало               | 3 %           | 5 %           | 12 %          |

Ова статистика приказује еволуцију од симетричних отварања, ка асиметричним. У 19. веку је више од половине партија почињало са 1. e2–e4 e7–e5. Као одговор на 1. e2–e4 развиле су се сицилијанска (1. … c7–c5) и Француска одбрана (1. … e7–e6). У ситуацији 1. d2–d4 најчешће се играју индијске варијанте (1. … Sg8–f6). Код јачих играча, постала је популарна и енглеска одбрана.